# Mrs. World
Mrs. World is een internationale missverkiezing die jaarlijks gehouden wordt voor getrouwde vrouwen, moeders en grootmoeders. De wedstrijd is gebaseerd op de Mrs. America-verkiezing en bestaat sedert 1985.

## Winnaressen
| Jaar    | Winnares                   | Land             | Gaststad        | Gastland         |
| ------- | -------------------------- | ---------------- | --------------- | ---------------- |
| 2017    | Giuliana Zevallos          | Peru             |                 |                  |
| 2016    | Candice Abrahams           | South Africa     |                 |                  |
| 2015    |                            |                  |                 |                  |
| 2014    | Marina Alekseychik         | Wit-Rusland      | Maryland        | Verenigde Staten |
| 2013    | Kaley Sparling             | Verenigde Staten | Guangzhou       | China            |
| 2012    | -                          | -                | -               | -                |
| 2011    | April Lufriu               | Verenigde Staten | Orlando         | Verenigde Staten |
| 2010    | -                          | -                | -               | -                |
| 2009    | Victoria Radochinskaya     | Rusland          | Vũng Tàu        | Vietnam          |
| 2008    | Natalia Shmarenkova        | Oekraïne         | Kaliningrad     | Rusland          |
| 2007    | Diane Tucker               | Verenigde Staten | Sotsji          | Rusland          |
| 2006    | Sofia Arzhakovskaya        | Rusland          | Sint-Petersburg | Rusland          |
| 2005    | Sima Bakhar                | Israël           | Amby Valley     | India            |
| 2004    | -                          | -                | -               | -                |
| 2003    | Suzanna Pavadee Vicheinrut | Thailand         | Las Vegas       | Verenigde Staten |
| 2002    | Nicole Brink               | Verenigde Staten | Las Vegas       | Verenigde Staten |
| 2001    | Aditi Gowitrikar           | India            | Las Vegas       | Verenigde Staten |
| 2000    | Starla Stanley             | Verenigde Staten | Honolulu        | Verenigde Staten |
| 1997-99 | -                          | -                | -               | -                |
| 1996    | Marisol Soto de Volio      | Costa Rica       | Honolulu        | Verenigde Staten |
| 1990-95 | -                          | -                | -               | -                |
| 1989    | Lucila Boggiano            | Peru             | Las Vegas       | Verenigde Staten |
| 1988    | Pamela Nail                | Verenigde Staten | Honolulu        | Verenigde Staten |
| 1987    | Barbara Riley              | Nieuw-Zeeland    | San José        | Costa Rica       |
| 1986    | Astrid De Navia            | Colombia         | Honolulu        | Verenigde Staten |
| 1985    | Rosy Senanayake            | Sri Lanka        | Queensland      | Australië        |